# Kristal Marshall
Kristal Marshall (nascida em 11 de Novembro de 1983) é uma modelo e ex-Diva da WWE, que trabalhou até 2007, no programa SmackDown

## Carreira
Marshall participou do concurso Diva Search de 2005, ficando no final, na quarta colocação. Como não foi a campeã, ela não assinou contrato com a WWE, mas foi para a Deep South Wrestling.
Em dezembro de 2005, assinou contrato na WWE, no programa SmackDown, como correspondente de bastidores, tendo uma "mini-feud" com Jillian. Marshall derrotou-a em sua estréia nos ringues, numa Divas "Uncovered" Match.
Após, se envolveu em uma storyline com Ashley e se juntou a Michelle McCool para rivalizar Jillian e Ashley. Isso culminou num Fatal Four-Way no The Great American Bash, terminando com a vitória de Ashley.
Se aliou com The Miz, contra Layla e Boogeyman. Marshall deixa a WWE, após se envolver em uma storyline com Vickie Guerrero e Theodore Long.

## No wrestling
- Golpes
  - Kristal Krash
  - Headscissors takedown
  - Hair-pull Snapmare
  - Schoolgirl Roll-up
  - Enzuiguiri

- Managers
  - Michelle McCool

- Wrestlers treinados por ela
  - Paul Burchill
  - Michelle McCool
  - The Miz

## Vida pessoal
Está atualmente em um noivado com Bobby Lashley. A primeira criança nasceu em 2008.
Apareceu em um episódio do Project Runway, em 6 de fevereiro de 2008, com Maria, Layla, Candice Michelle, Torrie Wilson e Michelle McCool.